# Датч беби
Датч беби (англ. Dutch baby — «Голландская крошка», «Голландская детка»), также Dutch baby pancake, German pancake, Bismarck, или Dutch puff — американский панкейк или блин, который запекается в духовке, во время выпечки поднимается и лопается.
Напоминает большой йоркширский пудинг. Тесто для него более густое, чем для большинства панкейков и блинов, и оно не содержит разрыхлителей, таких как пекарский порошок. Идея датч беби, возможно, была получена из немецкого Pfannkuchen, но современный рецепт возник в США в начале 1900-х годов.

## Ингредиенты и приготовление
Готовится из яиц, муки, сахара и молока, обычно приправлен ванилью и корицей, иногда добавляют фрукты. Базовое тесто включает треть чашки муки и треть чашки молока на яйцо.
Он выпекается в горячей чугунной или металлической сковороде и опадает вскоре после извлечения из духовки. Обычно его подают со свежевыжатым лимоном, маслом и сахарной пудрой, фруктовой начинкой или сиропом.
Его можно подавать на завтрак, бранч, ланч или в качестве десерта. Датч беби обычно подают сразу же после извлечения из духовки.
Датч беби является фирменным блюдом некоторых американских закусочных и сетей фаст-фуда, которые специализируются на блюдах для завтрака, таких как основанный в Орегоне The Original Pancake House или основанная в Новой Англии сеть Bickford’s, которая готовит датч беби, и похожий блин, известный как Baby аpple с кусочками яблока внутри.

## История
Согласно журналу Sunset, датч беби появились в первой половине 1900-х годов в семейном ресторане Manca’s Cafe, который находился в Сиэтле, штат Вашингтон, и принадлежал Виктору Манке. Название Dutch baby было придумано одной из дочерей Виктора Манки, где «dutch», возможно, был её искажением немецкого «deutsch», поскольку изначально для выпечки этих блинов использовался немецкий рецепт. Кафе Manca’s утверждало, что в 1942 году оно владело торговой маркой на рецепт датч беби.

## Похожие блюда
Датч беби — вариант поповера. Поповеры (popovers) — американские пустотелые булочки, которые напоминают заварные пирожные. Готовятся из блинного теста, выпекаются в духовке в формочках для кексов. Под воздействием высокой температуры поповеры раздуваются и сильно увеличиваются в размерах, как бы «выпрыгивают» из формочек, за что получили своё второе название «выпрыгивающие булочки». В свою очередь считается, что поповер, это американская версия йоркширского пудинга. Отличия: йоркширский пудинг чаще выпекают отдельными порциями, сковороду обычно смазывают говяжьим жиром, и он редко бывает сладким. «Голландская крошка» делается с маслом, и такие блины обычно сладкие. Они используют больше яиц, чем йоркширский пудинг, содержат сахар и ваниль и, в отличие от йоркширского пудинга, обычно готовятся на чугунной сковороде.